# John Leslie
John Leslie   (Largo, 10 d'abril de 1766 - Largo, 3 de novembre de 1832) fou un físic i matemàtic escocès. Fill d'un fuster i ebenista de Fife, Leslie va estudiar a les universitats de St Andrews i Edimburg, sota els professors Nicolas Vilant i John West a la primera i John Playfair a la segona.
Durant uns anys va fer de tutor privat de famílies aristocràtiques com els Randolph o els Wedgwood, havent-se de desplaçar, fins i tot, a Virginia (Estats Units).
El 1804 va publicar An experimental inquiry into the Nature and Propagation of Head, llibre pel que va ser considerat un seguidor de David Hume. Malgrat això i les acusacions d'ateisme, l'any següent va aconseguir, de forma molt controvertida, la càtedra de matemàtiques de la universitat d'Edimburg. En aquesta universitat va ser professor de Thomas Carlyle a qui inspiraria els seus mètodes pedagògics.
El 1819, en morir Playfair, va passar a ocupar la càtedra de filosofia natural. Durant els seus anys a Edimburg va ser un exponent notable del mètode de Laplace i Joseph Louis Lagrange (poc conegut a la Gran Bretanya), aplicant-lo a tota mena de problemes físics com la forma de la Terra, la geodèsia, la refracció atmosfèrica, les propietats termodinàmiques, etc.